# 회창폐불
회창폐불(會昌廢佛)은 중국 당나라 무종 대에 이루어진 폐불 사건을 말한다. 또 불교와 함께, 장안을 중심으로 번성했던 삼이교(마니교·조로아스터교·네스토리우스파 기독교)도 배척당했다. 회창은 그 때의 연호이다. 중국 역사상의 불교 탄압인 삼무일종의 폐불의 하나이며, 3번째에 해당한다.

## 개요
개성 5년(840년)에 즉위한 무종은 궁중에 도교에 기울어지게 도사를 들여, 도교를 보호한 반면, 교단이 비대화하고 있던 불교나 경교 따위의 외래 종교에 대한 탄압을 행한다. 《구당서》, 《자치통감》 같은 사서의 기록에 따르면, 탄압은 회창 5년(845年) 4월부터 8월까지 이루어져, 7월에는 무종의 의해, 조서(《전당문》 권76에서는 「毀佛寺勒僧尼還俗制」라는 표제를 붙인다)가 내려져, 사원 4,600여곳, 초제·난야 40,000여곳이 폐지되어, 환속하게 된 승니는 260,500명, 몰수된 사전은 수천만 여개, 절의 노비를 백성으로 편입한 수가 150,000명이라고 한다.
회창 2년(842년)에 재상 이덕유가 잇따라 강대해지는 승원의 관리를 제언해, 사도승이나 소년승의 추방령이 떨어진다.  회창 3년(843년)에 불교보호자인 환관 구사량이 사망하자, 장안에서는 사원에서의 승니 외출금지령, 성내에서의 환속 따위가 이루어졌다. 또 몽골 고원의 위구르, 티베트의 토번 등지의 대외 세력도 분열, 동요하여 불교 탄압에 힘이 되었다고 여겨진다.
무종은 회창 6년(846년)에 단약을 너무 마셔서 건강을 무너뜨려 33세에 붕어했고, 탄압은 중단되었다.
삼무일종의 법난 중 최대 규모로 철저하게 진행된 폐불이었지만 장안·낙양 두 도읍에서는 4개의 절이 살아남았고, 각 주의 주도(州都)에서도 1개씩 남아 있었다.
최근에는 장원(莊園)의 몰수나 불상·불구 따위를 녹여 화폐를 발행했다는 등의 당시 경제와 재정면과의 관련성도 연구되고 있다.

## 같이 보기
- 삼무일종의 법난
- 법난
- 랑다르마

## 참고 문헌
- 가스가 레이치 「會昌法難의 意義」（『東方宗教』29、1967年）
- 가토 마사토 「唐代의 「會昌廢佛運動」에 関한 一試論」（『比較文化研究』35、1997년）
- 다카하시 요시노리 「聖節에서 보는 武宗의 宗教政策：會昌의 廢佛과 聖節의 變容」（『中国古典研究』44、1999년）
- 다카하시 요시노리 「會昌廢佛에서 宰相李徳裕의 意圖와 役割」（『中国古典研究』48、2003년）